# HevyDevy Records
La HevyDevy Records è un'etichetta discografica indipendente canadese.

## Storia
L'etichetta fu fondata nel 1997 dal musicista Devin Townsend e dalla moglie Tracy. Fu creata sotto consiglio di Naoki Takada, l'allora responsabile A&R della filiale giapponese della Sony, distributrice dell'album Alien Love Secrets di Steve Vai